# 애플 파일링 프로토콜
애플 파일링 프로토콜(Apple Filing Protocol, AFP, 이전 명칭: 애플토크 파일링 프로토콜/AppleTalk Filing Protocol)은 계층 6 (프레젠테이션 계층) 통신 프로토콜이며, OS X과 클래식 맥 OS를 위한 파일 서비스를 제공한다. 일부에서는 애플토크 네트워크에서 분산형 파일 공유를 지원하는 프로토콜 클라이언트 - 서버 모델에서 응용 프로그램을 대신하여 정보 준비, 교환을 담당하는 시스템의 일부로 정의하고 있다. 맥 오에스 텐에서 AFP는 서버 메시지 블록 (SMB), 네트워크 파일 시스템 (NFS), 파일 전송 프로토콜 (FTP), 웹DAV를 포함하여 지원하는 여러 파일 서비스 가운데 하나이다. AFP는 현재 유니코드 파일 이름, POSIX, 접근 제어 목록 허가, 유닉스 할당, 리소스 포크, 고급 파일 잠금을 지원한다. 맥 오에스 9 이전에 AFP는 파일 서비스의 주된 프로토콜이었다.

## 호환성
잘 알려진 호환성 주제는 다음과 같다:
1. 맥 OS X v10.4 이후 운영 체제는 통신을 위해 애플 토크만 사용하는 AFP 서버를 지원하지 않는다.
2. 클래식 맥 오에스를 사용하는 컴퓨터는 AFP 3.x 서버에 연결할 수 있지만 약간의 제한이 있다. 이를테면, 맥 오에스 8의 최대 파일 크기는 2 기가바이트이다. 일반적으로 맥 오에스 9.1 이후 운영 체제는 AFP 3.x 서버와 연결할 것을 권장받는다. 9.1 이전의 클래식 맥 오에스 버전의 경우, 애플셰어 클라이언트 3.8.8의 설치를 요구한다.
3. 네트워크 홈 디렉터리의 경우 AFP 3.0 이후가 필수적이다. 맥 오에스 텐이 사용자 홈 디렉터리에 POSIX 허가 권한을 요구하기 때문이다.

## 같이 보기
- 파일 시스템 목록

## 참조
- File Services Manual for Mac OS X Server 10.4
- Apple Filing Protocol Programming Guide
- Apple Filing Protocol Reference
- Mac OS X: Some Mac OS X Applications and Services Require AFP 3.0 or Later
- Inside AppleTalk - original specification for the AppleTalk protocol stack including AFP
- Glossary of Networking Terms
- NewsFactor Network article, A
- Macintosh: File System Specifications and Terms
- Apple Technical Note TN1150 on the HFS Plus Volume Format